# Pseudanthias aurulentus
Pseudanthias aurulentus és una espècie de peix de la família dels serrànids i de l'ordre dels perciformes.

## Morfologia
Els mascles poden assolir els 4,6 cm de longitud total.

## Hàbitat
És un peix marí de clima tropical i associat als esculls de corall que viu fins als 52 m de fondària.

## Distribució geogràfica
Es troba a les Illes de la Línia.